# Kraftsdorf
Kraftsdorf – miejscowość i gmina w Niemczech, w kraju związkowym Turyngia, w powiecie Greiz.